# Scutellaria ocymoides
Scutellaria ocymoides là một loài thực vật có hoa trong họ Hoa môi. Loài này được (Kunth) Epling miêu tả khoa học đầu tiên năm 1936.